# Mario Catalano
Mario Catalano (Napoli, 25 gennaio 1940 – 13 gennaio 2022) è stato un politico e giornalista italiano.

## Biografia
Di famiglia di professionisti imprenditori (il trisavolo Valerio, notaio, il nonno Angelo, ingegnere minerario e il padre Valerio, ingegnere elettromeccanico), originaria di Ceppaloni, conseguì la laurea in Giurisprudenza. Fu vicepresidente degli organismi studenteschi universitari e poi Segretario provinciale della federazione Giovanile del PCI. NEL 1970 aderi al gruppo del Manifesto e divenne il primo corrispondente da Napoli del giornale comunista. 
Iscrittosi al Partito Comunista Italiano nel 1959, l'anno dopo partecipò ai moti di luglio contro il governo Tambroni venendo arrestato. Successivamente divenuto esponente del Partito di Unità Proletaria per il Comunismo, fu eletto alla Camera dei Deputati nel collegio proporzionale di Napoli nelle elezioni del 3 e 4 giugno 1979, è stato membro di varie Commissioni parlamentari. Rimase in carica fino al 1983.